# Villa de Arriaga
Villa de Arriaga är en kommun i Mexiko.   Den ligger i delstaten San Luis Potosí, i den centrala delen av landet, 400 km nordväst om huvudstaden Mexico City. Antalet invånare är 14 952. Arean är 861 kvadratkilometer.
Terrängen i Villa de Arriaga är kuperad åt nordost, men åt sydväst är den platt.
Följande samhällen finns i Villa de Arriaga:
- Colonia la Laborcilla
- Colonia Emiliano Zapata
- San Agustín
- Colonia los Manueles
- Colonia Guadalupe Victoria
- Colonia la Luz